# Thanh Tùng, Thanh Miện
Thanh Tùng là một xã thuộc huyện Thanh Miện, tỉnh Hải Dương, Việt Nam.
Xã có diện tích 5,01 km², dân số năm 1999 là 5.435 người, mật độ dân số đạt 1.085 người/km².

## Địa lý
Xã Thanh Tùng nằm ở phía Bắc huyện Thanh Miện, có trục đường tỉnh lộ 392 chạy qua. Xã có vị trí giới hạn:
- Phía bắc giáp các xã Nhân Quyền và Cổ Bì đều thuộc huyện Bình Giang
- Phía tây giáp xã Bình Xuyên, huyện Bình Giang
- Phía nam giáp xã Đoàn Tùng
- Phía đông giáp xã Phạm Kha.

## Hành chính
Xã Thanh Tùng gồm 3 thôn là: Thôn Đông, La Xá và Đoàn Phú.

## Di tích - Danh thắng

### Đình chùa làng Đông
Đình Đông có quy mô lớn, kiểu tiền Nhất (一) hậu Đinh (丁), còn giải vũ, thiêu hương. Đình Đông thờ Nguyễn Phục và Đỗ Uông, được xây dựng vào đầu thế kỷ XVIII, gồm nhà thiêu hương, giếng đình, 3 gian tả vu, 5 gian đình ngoài, 5 gian đình trung, 4 gian hậu cung. Đình được xếp hạng di tích lịch sử năm 1992.

### Nhà tưởng niệm Phó Chủ tịch nước Nguyễn Lương Bằng
Nhà tưởng niệm Phó Chủ tịch nước Nguyễn Lương Bằng được xây dựng trên nền bãi Đông, nơi cuối tháng 4 và đầu tháng 5 năm 1945, Tỉnh ủy Hải Dương đã họp hai lần để chuẩn bị Tổng khởi nghĩa giành chính quyền. Bãi Đông được Bộ Văn hóa - Thông tin (nay là Bộ Văn hóa, Thể thao và Du lịch) xếp hạng Di tích lịch sử, văn hóa năm 1989.